# Pseudauchenipterus jequitinhonhae
Pseudauchenipterus jequitinhonhae is een straalvinnige vissensoort uit de familie van de houtmeervallen (Auchenipteridae). De wetenschappelijke naam van de soort is voor het eerst geldig gepubliceerd in 1877 door Steindachner.